# Miina Kenttä
Miina Kenttä (ur. 19 lutego 1986 w Helsinkach) – fińska lekkoatletka specjalizująca się w skoku o tyczce.

## Osiągnięcia
- złoty medal Gimnazjady (Caen 2002)
- 8. miejsce podczas mistrzostw Europy juniorów (Kowno 2005)
- medalistka mistrzostw Finlandii i reprezentantka kraju w różnych kategoriach wiekowych

## Rekordy życiowe
- skok o tyczce – 4,00 (2005)
- skok o tyczce (hala) – 3,85 (2004)